# Projev Václava Havla v Rudolfinu v roce 1997
Projev Václava Havla v Rudolfinu k oběma komorám Parlamentu České republiky přednesl dne 9. prosince 1997 v Dvořákově síni pražského Rudolfina tehdejší prezident České republiky Václav Havel. 
Projev byl vyvrcholením politické krize, která byla patrná v celém roce 1997. A nebyla to pouze krize důvěryhodnosti politiků (viz neoprávněné užívání akademického titulu předsedou ODA Janem Kalvodou), ale i krize důvěryhodnosti celých politických stran (nevyjasněné financování ODA a ODS, tzv. sarajevský atentát), krize důvěry v úspěšné pokračování ekonomických reforem (ekonomické balíčky) a v neposlední řadě i celkovou krizí ve společnosti (tzv. blbá nálada). Důležité však nebyly jen tyto ekonomické problémy, v projevu vyjádřil prezident i znepokojení nad stupňujícími se rasistickými útoky (měsíc před projevem byl na diskotéce v Biskupcově ulici ubodán dvěma skinheady súdánský student Hassan Elamin Abdelradi). Projev byl celkově přijat poměrně kladně[zdroj?], naopak nejrazantnější kritiku sklidil ze strany Václava Klause a ODS.
Daniel Kaiser v životopise Václava Havla, jenž vyšel v roce 2014, označil projev za Havlovu „nejhorší prezidentskou řeč vůbec“, kterou špatnou dělají „především okolnosti, v nichž byla pronesena.“ „Vrcholila mediální kampaň proti Václavu Klausovi a ODS a u prezidenta by se slušelo, kdyby v takové chvíli projevil aspoň něco málo velkorysosti.“ „Zřejmě vyvinutý smysl pro pointu svedl řečníka k tvrzení, že hospodářská ‚základna je protunelovaná‘. To bylo klíčové sdělení rudolfinského projevu, ovšemže absurdně přehnané.“ „Až na Havlův terč Klause všichni nadšeně tleskali. Miloš Zeman a jeho spolustraníci měli k potlesku pochopitelně důvod [...] Rozplývali se však kupodivu i vládní politici. Podle předsedy ODA Jiřího Skalického to byl ‚excelentní předvolební projev‘, Josef Lux hovořil rovnou o ‚osvobození‘. Okolnost, že oba pánové vedli koaliční strany, které se celých těch pět kritizovaných let podílely na vládě, svádí k závěru, že jim prezidentův projev posloužil k svedení odpovědnosti na jednu hlavu.“ 
Havlův projev připomněl na témže místě Petr Pithart při svém projevu 5. října 2016, v den 80. výročí Havlova narození.